# Varvarin
Varvarin (cyr. Варварин) – miasteczko w Serbii, w okręgu rasińskim, siedziba gminy Varvarin. W 2011 roku liczyło 2169 mieszkańców.